# Serpent Mound
Serpent Mound is een kunstmatige heuvel in Ohio en heeft de vorm van een slang. De heuvel is 380 meter lang, 6 meter breed en 1,2 meter hoog.
Serpent Mound werd in 1846 door Ephraim George Squier en Edwin H. Davis onderzocht. In 1848 verscheen het boek Ancient Monuments of the Mississippi Valley, met daarin een gedetailleerde kaart en beschrijving van Serpent Mound. De heuvel werd al beschreven in 1815.
Gedacht wordt dat de heuvel gemaakt is tussen 960 en 1200, maar er zijn ook theorieën dat de heuvel veel eerder is gebouwd. Waarschijnlijk werd de heuvel voor een ceremonieel doel opgericht. Door de eerste onderzoekers in de 19e eeuw werden dergelijke op vele plaatsen in de Verenigde Staten voorkomende aardwerken toegeschreven aan de zogenaamde Mound Builders (grafheuvelbouwers). Later onderzoek toonde aan dat ze door verschillende culturen in uiteenlopende perioden werden opgeworpen. Er wordt aangenomen dat Serpent Mound gemaakt is door de Adenacultuur.
Serpent Mound is een van de meer dan 50 ontdekte kunstmatige heuvels die dieren uitbeelden; deze staan ook wel bekend als Effigy Mound. De Serpent Mound is een van de bekendste Effigy Mounds. Er wordt aangenomen dat de heuvel een slang voorstelt met een ei tussen de kaken. Het lijkt alsof de slang het ei wil opeten en daarna wil wegglijden. Zeven bochten in het lichaam zijn al ontrold, maar het achterste deel is nog driemaal opgerold. Een achtste kronkel werd tijdens onderzoek door Rob Nelson ontdekt. Deze kronkel is na de bouw verwijderd, maar is nog wel met ground-penetrating radar te zien. Er zijn nog andere theorieën over de voorstelling, maar deze theorie is in wetenschappelijke kringen de meest geaccepteerde.
In het ei van de slang vonden onderzoekers een kruis van roetzwarte stenen. Daarom wordt aangenomen dat de heuvel een ceremoniële functie had. Ook worden in de omgeving conische grafheuvels gevonden. In de heuvel zelf zijn geen graven of overblijfselen van mensen gevonden. Onderzoekers zien ook wel de zon, het lichaam van een kikker of de overblijfselen van een platform in de vorm van het ei.
Serpent Mound wordt door sommige onderzoekers in verband gebracht met de zonnewende en equinoxen, alsmede Thuban en het sterrenbeeld Draak.
De heuvel is een toeristische trekpleister vanwege zijn bekendheid en grootte. In de buurt van de heuvel is een klein museum, een uitkijktoren en een parkeerplaats. De heuvel is gelegen op een klif van waaruit men kan uitkijken over de vallei Bush Creek.
In 2008 werd Serpent Mound door de Amerikaanse federale overheid voorgedragen voor de Werelderfgoedlijst van UNESCO.
- Virtual International Authority File: 315130422